# Рудник в Капорчано
Рудник Капорчано (итал. miniera di Caporciano) — медный рудник, расположенный примерно в одном километре от города Монтекатини-Валь-ди-Чечина, который действовал с этрусской эпохи до 1907 года. В XIX веке это был один из крупнейших медных рудников в Европе, давший название компании Montecatini (ит.), которая после слияния с Edison превратилась в химического горнодобывающего гиганта Montedison. С 2001 года здесь велись реставрационные работы, финансируемые Европейским экономическим сообществом, провинцией Пиза и муниципалитетом Монтекатини-Валь-ди-Чечина, а в 2003 году был создан «Музей горного дела», посвящённый руднику.

## История

### Этрусский и римский период
Первыми использовать рудник стали этруски, они первыми обнаружили залежи халькопирита, борнита и халькозина. В эпоху этрусков минералы, добываемые в Капорчано, благодаря коммерческому потенциалу близлежащей Вольтерры, которая в то время была столицей лукумонии (центром этрусских народов), экспортировались по всему полуострову и в Грецию. Из порта Луни минерал отправлялся в Северную Италию, а из порта Популония он попадал в Цере и Дикеархию (Поццуоли), а затем отправлялся в Сибарис и продавался греческим купцам. На месторождении Капорчано, несмотря на примитивность технологий того времени, добыча была особенно простой. Шахты открывались там, где минерал был виден невооружённым взглядом, или на дне канав, где его было легче достать. Камни разрушали ударами топора и выносили на поверхность в деревянных контейнерах или шкурах. Плавка происходила вблизи колодца, в «каталонских» печах, то есть в неглубоких ямах, выложенных камнем, куда грубо отесанный материал помещался чередующимися слоями со смолистой древесиной. С переходом под власть римлян горнодобывающая деятельность продолжалась, хотя город Вольтерра, оказавшись отрезанным от основных римских дорог, утратил часть своей значимости. Изменения коснулись и рабочей силы: этруски использовали специализированных рабочих, а римляне вместо них использовали рабов из Германии и Галлии. В 476 году, после падения Римской империи и вторжения вестготов, деятельность рудника Капорчано на некоторое время прекратилась.

### Возобновление деятельности
Работы на руднике в Средневековье были крайне прерывисты. Первый документ, указывающий на возобновление горнодобывающей деятельности, датирован 21 мая 1433 года. В этом документе указано существование здания, где с использованием воды из ручья обрабатывались и плавились минералы. Полноценная концессия началась в 1466 году. Муниципалитет Вольтерры предоставил права на эксплуатацию Мариано ди Маттео из Рима сроком на 24 года при условии уплаты налога и 8 % от прибыли, начиная с четвертого года.
После разграбления Вольтерры флорентийцами в 1472 году территория и рудники Монтекатини также перешли под власть Флоренции, что не изменило порядок предоставления концессий, за исключением налогов, которые выплачивались непосредственно Флоренции. В тот период были обнаружены новые медные жилы, добраться до которых удалось с помощью туннелей. Производительность рудника была очень высокой для того времени; из документа следует, что управляющий рудником, некий Бартоломео ди Бонифацио, обязался произвести за весь 1478 год 200 000 фунтов очищенной меди в блоках. Затем продукция продавалась на рынках Пизы, Лиона и Авиньона.
В 1547 году деятельность рудника была снова остановлена. Козимо Медичи, сын Джованни делле Банде Нере, попытался возобновить её, вызвав из Венгрии группу специалистов под руководством Джованни Дзелье, которые положительно оценили участок Капорчано, но попытка не удалась из-за технических проблем. Франческо I повезло больше, когда в 1581 году он поручил работу Бернардо Буонталенти, который оценил производительность рудника в 800 фунтов в день в течение трех лет. Рудник продолжал работать до чумы 1630 года. После того, как болезнь была побеждена, деятельность смогла возобновиться лишь на короткий период в 1636 году. В те годы обрушение тоннеля привело к гибели многих рабочих и, как следствие, к новому закрытию шахты. Колодец, где произошла катастрофа, был назван «ямой Нардоне» по имени похороненного там мастера-строителя.
Попытка вновь открыть его в 1751 году компанией ливорнского юриста Джузеппе Кальцабиджи, воодушевленная положительным отчетом о месте, составленным двумя шведскими экспертами по заказу Джованни Тарджони Тоццетти, не увенчалась успехом. Та же участь постигла швейцарца Гульельмо Обера, который в 1760 году попросил у великого герцога концессию на разработку месторождения. Он назначил некоего Энрико Даниэля директором работ, но неудача оказалась настолько серьезной, что Оберу пришлось подать на него в суд.

### Подъём и упадок
Промышленный подъём рудника начался в 1827 году, когда компании, созданной Джакомо Лебланом, Себастьяно Клебером и Луиджи Порте, по инициативе последнего удалось ненадолго возобновить работу рудника. Основной проблемой был поиск специализированной рабочей силы, поэтому были наняты два немецких горных техника, Аугусто Шнайдер и Сиджизмондо Хиллер, которые в то время работали на угольной шахте Канипароли в Сарцане. На производство в первые годы, несмотря на обнаружение крупного медного валуна, повлияла сложная история компании. Смерть Клебера, отставка Леблана и неудачная попытка Порте найти новый капитал среди корнуольских горнодобывающих компаний привели к роспуску компании в 1837 году.
Производство продолжилось благодаря поглощению новой компании, созданной братьями Холл и Фрэнсисом Джозефом Слоаном (ит.), которые утвердили Шнайдера и Пьетро Иджино Коппи в качестве директоров. В 1837 году рудник посетил герцог великий герцог Тосканы Леопольд II, который смог осознать драматическую социальную и экономическую ситуацию, в которой оказались жители Монтекатини. Шнайдер, учитывая характер минерализации, жилообразный в поверхностной части и массивообразный в глубине, принял две различные системы разработки: горными выемками, соединенными трубами в случае жил, и прямыми ступенями с прилегающими участками в случае более обширных массивов. В 1840 году на горных работах было занято 143 рабочих. В 1873 году право собственности на рудник перешло к одному из сыновей графа Бутурлина, связанному с одним из братьев Холл. При нем появились первые признаки борьбы за улучшение условий труда, что в последующие годы привело к важным достижениям, таким как создание «Общества взаимопомощи».
В 1888 году была основана компания Montecatini.
К концу XIX века из-за отсутствия модернизации производственного процесса и роста затрат на добычу материала, которая велась на все больших глубинах, рудник Капорчано начал приходить в упадок. В 1902 году компания Montecatini приняла решение о постепенном сокращении своей деятельности, чтобы избежать социальных волнений, и 30 июня 1903 года постановила приостановить всю деятельность. Некоторые рабочие, воодушевленные временным ростом цен на медь, предприняли попытку эксперимента по самоуправлению, основав «Impresa Operaia», которая работала по постоянному контракту с Montecatini spa. В 1907 году, в связи с новым падением цен на медь, рудник был окончательно закрыт. 24 апреля 1963 года шахта была окончательно закрыта. Объём добычи рудника Капорчано за последние 80 лет оценивается в 30 000 тонн металлической меди.

### Преобразование
В 2003 году на месте рудника был создан музей, посвящённый горнодобывающему хозяйству региона и самой шахты.

## Процесс производства
Существовало две системы разработки: мягкие породы разрабатывали кирками, продвижение осуществлялось с помощью туннелей и камерных выемок; твердую и плотную породу разрушали с помощью взрывчатки и стальных клиньев.
Общая длина туннелей составляла 35 км, длина шахт — 10 км. Туннели обычно не укреплялись, так как они, как правило, проходили в твердых и устойчивых породах, только в тех частях, где порода была более мягкой, туннели укреплялись деревом, железом или каменной кладкой. Добытый материал перевозился на вагонетках или тележках и выгружался в хранилища на каждом горизонте, а затем вывозился на поверхность в бадьях главного шахтного подъемника.
Наиболее плотный минерал проходил первичную сортировку внутри рудника и извлекался отдельно, не требуя дальнейшей обработки, а потому разделялся по размеру и качеству. Вместо этого материал с небольшим содержанием минералов подвергался механической селективной обработке. На этом этапе материал выгружался на железную решетку и измельчался струей воды и инструментом под названием «марра», чтобы отделить более мелкие частицы, прошедшие под решеткой, от более крупных. По окончании производственного процесса материал разделялся по размеру и плотности с помощью сит, затем сортировался, хранился и продавался.